# Alfa Indi
Alfa Indi (α Ind) – najjaśniejsza gwiazda w gwiazdozbiorze Indianina. Jest odległa od Słońca o około 98 lat świetlnych.

## Nazwa
Gwiazda ta ma tradycyjną nazwę „Pers”, która została jej nadana przez jezuickich misjonarzy w Chinach i nie ma związku z współczesnym gwiazdozbiorem Indianina. Wywodzi się od chińskiego asteryzmu, którego nazwa oznacza Persję (chiń. 波斯; pinyin Bō Sī), w którym to asteryzmie była drugą gwiazdą.

## Charakterystyka
Alfa Indi to pomarańczowy olbrzym lub podolbrzym, należący do typu widmowego K0. Jego temperatura to około 4860 K, niższa od temperatury fotosfery Słońca. Jest on 62 razy jaśniejszy i ma promień równy około 11 promieni Słońca. Ma masę 2–3 razy większą niż masa Słońca i jest na dalszym stadium ewolucji. Skład chemiczny tej gwiazdy odbiega od słonecznego, jest on uboższy w węgiel lub azot, ale wzbogacony w metale, w tym ma dwukrotnie więcej żelaza niż Słońce. Wskazuje to, że gwiazda ta narodziła się w obłoku molekularnym bliższym Centrum Galaktyki niż Słońce, gdzie szybsze tempo ewolucji gwiazd wzbogaciło ośrodek międzygwiazdowy w cięższe pierwiastki.
Alfa Indi ma dwóch słabych kompanów. Składnik B jest odległy o 69,2 sekundy kątowej (pomiar z 2002 r.) i ma obserwowaną wielkość gwiazdową 12m. Składnik C dzieli od olbrzyma 58,2″ (pomiar z 2000 r.), ma on wielkość 13,5m. Towarzysze ci są czerwonymi karłami, gwiazdami typu widmowego M odległymi o co najmniej 2000 au od głównej gwiazdy, których obieg zajmuje co najmniej 50 tysięcy lat. Znajdują się niemal po przeciwnych stronach olbrzyma.